# Edward Theuns
Edward Theuns, nascido a 30 de abril de 1991 em Gante, é um ciclista belga, membro da equipa Team Sunweb, é profissional desde 2014.
Foi membro do VL Technics-Abutriek como amador em 2013. Em 2014 alinhou pelo Topsport Vlaanderen-Baloise onde conseguiu a vitória no Grande Prémio da Villa de Zottegem.

## Palmarés
2010
- 1 etapa do Triptyque des Monts et Châteaux

2013
- 1 etapa do Triptyque des Monts et Châteaux

2014
- Grande Prémio da Villa de Zottegem

2015
- Tour de Drenthe
- 1 etapa dos Quatro Dias de Dunquerque
- 1 etapa do Tour de Eurométropole

2016
- 1 etapa da Volta a Bélgica

2017
- 1 etapa do BinckBank Tour
- 1 etapa da Volta a Turquia

## Resultados nas Grandes Voltas
| Corrida         | 2014 | 2015 | 2016 | 2017 | 2018 |
| --------------- | ---- | ---- | ---- | ---- | ---- |
| Giro de Itália  | -    | -    | -    | -    | -    |
| Tour de França  | -    | -    | Ab.  | -    | -    |
| Volta a Espanha | -    | -    | -    | 91º  | -    |

-: não participa
Ab.: abandono